# Chochol (účes)

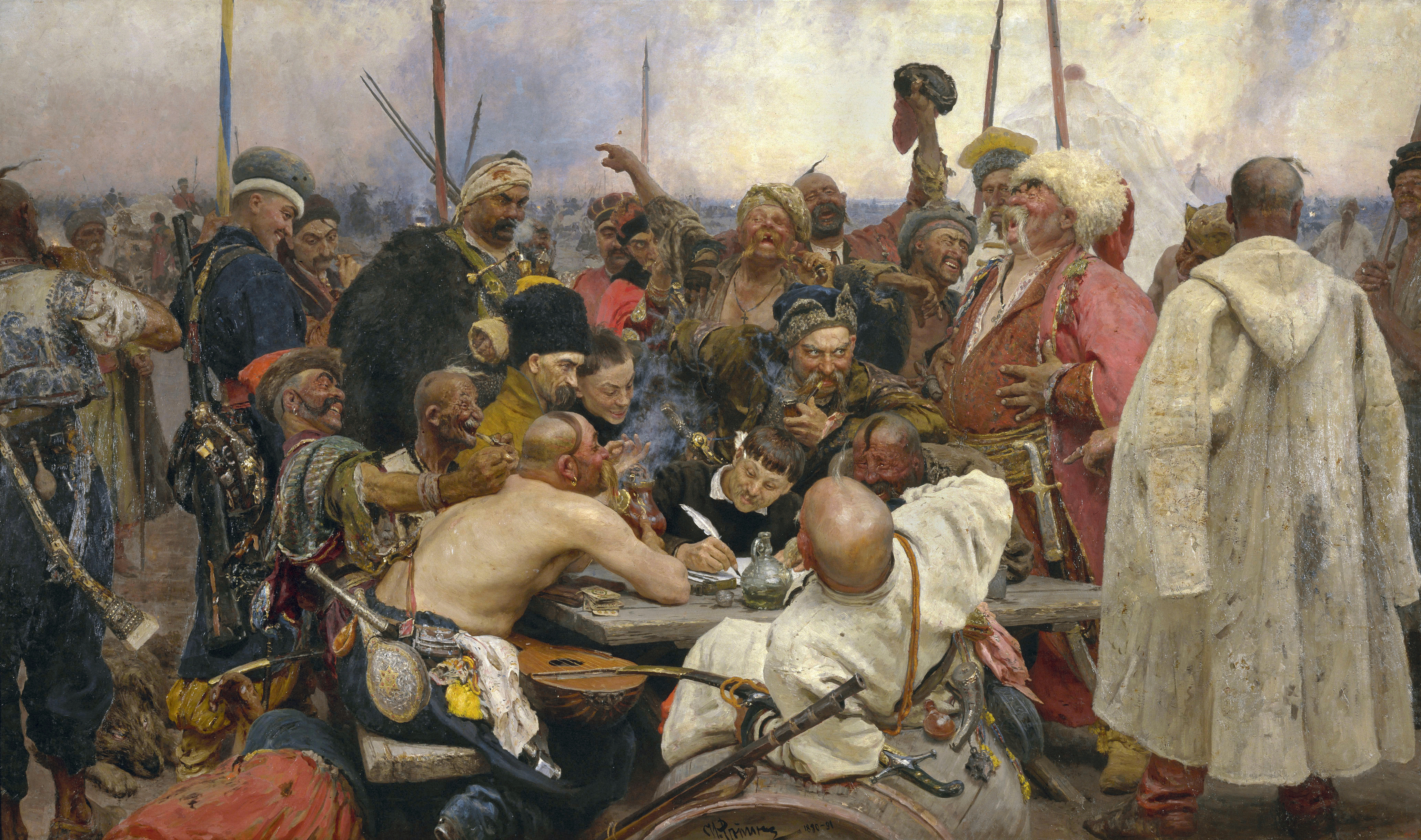
Záporožští kozáci píší dopis tureckému sultánovi – obraz I. J. Repina

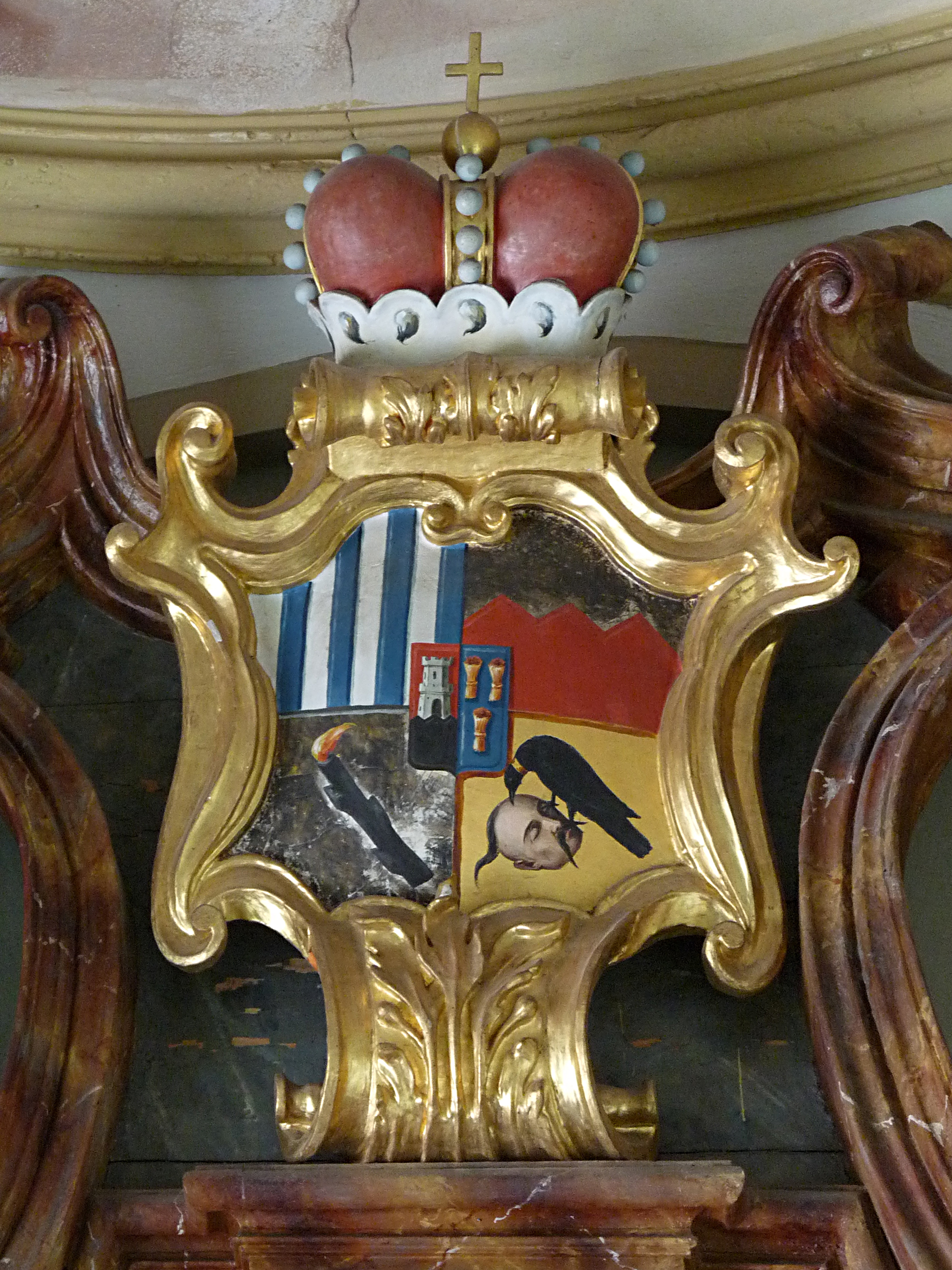
Erb rodu Schwarzenbergů, kde havran vyklovává oči Turkovi s chocholem (Lovecký zámek Ohrada)

Chochol (rusky хохо́л, polsky chachoł, ukrajinsky оселедець) je původně označení bojového účesu užívaného Východními Slovany minimálně od doby Kyjevské Rusi, který spočíval ve vyholení hlavy při zanechání dlouhého středového pruhu, svojí technikou je zařaditelný mezi číra.
Přesná doba, kdy začal být nošen Východními Slovany, není známá, ale první významná zmínka o jeho nošení pochází z případu kyjevského knížete Svjatoslava I. Igoreviče vládnoucího v 10. století. Později účes nosili kozáci, zejména záporožští kozáci.
Později z názvu účesu vzniklo také pejorativní označení Ukrajinců (resp. někdy obecně tzv. Malorusů), používané zejména Rusy.

## Použití v české literatuře
Označení použil například i Karel Čapek v dobové protipolské básni, reagující na Československo-polský spor o Těšínsko:

### Kronika pestrá
Zahučaly hory,

zahučali Leši,

jeszcze Polska niezginęła,

jeszcze Polska hřeší.

S Austriaky ve Vídni,

s Austriaky v širém poli,

s Germány jít na Čechy,

na Rusy a na Chocholy,

…